# Type 93 (metralhadora)
A metralhadora pesada Type 93 13 mm (em japonês:  九三式十三粍機銃, transl. Kyū-san Shiki Jū-san Mirimētoru Kijū), conhecida pelo Exército Imperial Japonês como canhão automático Type Ho 13 mm AA (em japonês:  ホ式十三粍高射機関砲, transl. Ho Shiki Jū-san Mirimētoru Kōsha Kikanhō), era uma versão licenciada da metralhadora Hotchkiss M1930 usada pelo Império do Japão durante a Segunda Guerra Sino-Japonesa e a Segunda Guerra Mundial.